# Кипарис крупноплодный
Кипари́с крупнопло́дный, или Кипарис крупношишечный (лат. Cupressus macrocarpa) — вечнозеленое хвойное дерево.

## Распространение
В Северной Америке (США: Калифорния, Мексика — Мексиканские тихоокеанские острова) распространение очень ограничено и приурочено в основном к двум живописным рощам недалеко от Монтерея. Однако широко выращивается и легко натурализуется в США от северной и центральной Калифорнии до Вашингтона, а также в других умеренно-тёплых и субтропических регионах мира. В природе встречается на прибрежных скалах и обрывах.

## Ботаническое описание
Деревья до 25 (40) м высотой. Форма кроны у молодых деревьев колонновидная, у более старых — варьирует от широкояйцевидной до широкораскидистой, довольно редкая, с уплощённой верхушкой и ярусовидным расположением ветвей. Кора у молодых деревьев гладкая, бледно-коричневая, у более старых — неглубоко-бороздчатая, волокнистая, розовато-коричневая или серая. Молодые побеги 1,5—2 мм толщиной. Листья заострённые, с загнутыми краями, без железки или иногда с малозаметной, неглубокой, ямчатой абаксиальной железкой, без смолы, тёмно-зелёные; располагаются радиально вокруг побега, четырёхрядно, с запахом лимонной вербены (Aloysia citriodora) при растирании.
Микростробилы 4—6 мм длиной, 2,5—3 мм шириной; микроспорангии по 6—10. Семенные шишки продолговатые или шаровидные, 2,5—3 (4) см длиной, серовато-коричневые; семенные чешуи из 4—6 пар, гладкие, к зрелости пупок почти плоский. Семена 5—6 мм длиной, темно-коричневые.

## Значение и применение
Выведено несколько сортов, которые считаются наиболее подходящими для условий комнатной оранжереи, а также для культуры бонсай. Растение светолюбиво, предпочитает проветриваемые помещения с умеренной температурой и высокой влажностью воздуха. Полив умеренный. Ряд сортов позволяют создавать практически все японские стили бонсай, однако предпочтительнее вертикальный. Окраска хвои у культурных сортов кипариса крупноплодного, как правило, более светлая, чем у природного, желтовато-зеленая, или золотистая.